# Kerim Memija
Kerim Memija (Sarajevo, 6 gennaio 1996) è un calciatore bosniaco, difensore dello Zrinjski Mostar.

## Carriera

### Club
Il 31 gennaio 2017 viene acquistato a titolo definitivo per 150.000 euro dalla squadra danese del Vejle.

### Nazionale
Ha giocato nelle nazionali giovanili bosniache Under-17, Under-18, Under-19 ed Under-21.

## Palmarès

### Club

#### Competizioni nazionali
- 1. Division: 1

Vejle: 2017-2018
- Campionato bosniaco: 1

Zrinjski Mostar: 2024-2025